# Шелковник плавающий
Ranunculus fluitans (лат.) — травянистое растение, вид рода Лютик (Ranunculus) семейства Лютиковые (Ranunculaceae), эндемик Западной Европы. Водное многолетнее растение, достигающее 6 м в длину.

## Описание

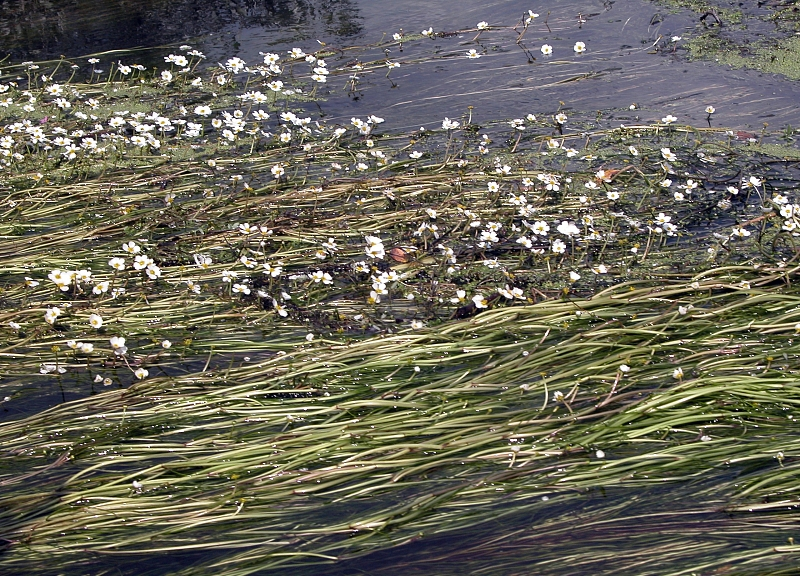
Заросли R. fluitans в реке (Германия)

Ranunculus fluitans — водный лютик. У этого вида нет плавающих листьев, вместо этого у растения длинные и узкие сегменты, похожие на кисточки, достигающие длины 30 см. На длинных тонких стеблях может быть до двух цветочных стеблей. Цветки белые около 2-3 см в диаметре, держатся над уровнем воды, напоминают ромашку с 6-8 перекрывающимися лепестками вокруг жёлтого центра. Цветёт в июне, округлые семенные головки превращаются в плоды без опушения. По форме вид похож на шелковник волосолистный (Ranunculus trichophyllus) за исключением количества лепестков: последнего их 5 и более короткие листья, поскольку шелковник волосолистный предпочитает более медленные воды.

## Таксономия
Вид Ranunculus fluitans был описан французским натуралистом и ботаником Жан-Батистом Ламарком в 1779 году в его книге «Flore françoise» (Vol.3, стр. 184). Видовой эпитет — от латинского слова fluitans, то есть «плавающий».

## Распространение и местообитание
Вид — эндемик Западной Европы. Встречается в Северной Македонии, Ирландии, Великобритании, южной Швеции, Франции, Германии, Польше, Швейцарии, Австрии, Чехии, Словении, Словакии, Венгрии и Италии. Произрастает в быстрых водах Великобритании, включая Англию, Шотландию и Уэльс.